# خانم شتی آقای پولیشتی
خانم شتی آقای پولیشتی (به انگلیسی: Miss Shetty Mr Polishetty) فیلمی محصول سال ۲۰۲۳ و به کارگردانی ماهش بابو پاچیگولا است. در این فیلم بازیگرانی همچون آنوشکا شتی، ناوین پلوشیتی، نثار و تولاسی ایفای نقش کرده‌اند.